# アレクサンドル・マリノフ

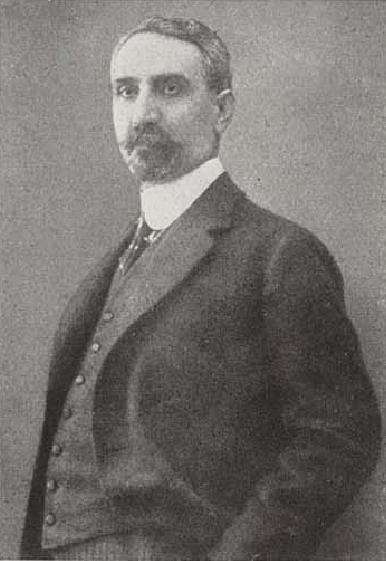
アレクサンドル・マリノフ

アレクサンドル・マリノフ（Александър Малинов、1867年4月21日 - 1938年3月20日）は、ブルガリアの政治家。3度首相（1908年1月29日 - 1911年3月29日、1918年6月21日 - 1918年11月28日、1931年6月29日 - 1931年10月12日）を務めた。
ベルグラード市近郊のパンダクリヤ（現ウクライナ、オデッサ州）の商人の家庭に生まれる。法学者。キエフの大学卒業後、ブルガリアに出国し、裁判官、検事、弁護士として働く。1899年から民主党の国会議員となり、1902年から同党党首。1908年～1911年、民主党政権を率い、トルコからの完全な独立を宣言し、国王に秘密協定の締結権を賦与する1879年のトゥイルノフ憲法の修正案を準備した。
1918年6月～10月、連立政権の首相となり、同年のヴラダイ蜂起を鎮圧した。1918年10月～11月、第2次連立政権の首相。1923年6月9日のクーデター後、民主党会派の指導者となり、与党には加わず野党に回ったが、クーデター政権を支持した。
1931年春、ブルジョア・小ブルジョア党を率いる。1931年6月21日の議会選挙勝利後、連立政権の首相。1931年～1934年、国会議長。
| 公職                                                                  | 公職                                                                        | 公職                                                                                    |
| --------------------------------------------------------------------- | --------------------------------------------------------------------------- | --------------------------------------------------------------------------------------- |
| 先代 （大ブルガリア公国） ヴァシル・ラドスラホフ テオドル・テオドロフ | ブルガリア王国 閣僚評議会議長 第24代：1908 - 1911 第28代：1918 第33代：1931 | 次代 イヴァン・エフストラティエフ・ゲショフ アンドレイ・リャプチェフ ニコラ・ムシャノフ |
| 先代 ペートル・グデフ                                                 | 大ブルガリア公国 閣僚評議会議長 第24代：1908                                | 次代 （ブルガリア王国）                                                                 |